# Julius Hopp

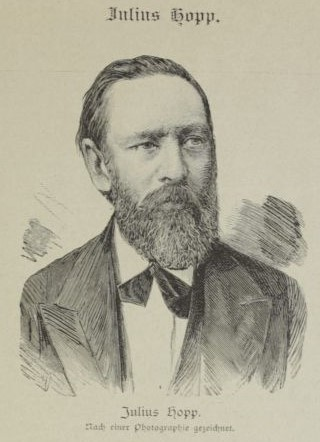
Julius Hopp (Kupferstich nach einer Fotografie, veröffentlicht mit seinem Nachruf in der Neue Illustrierte Zeitung)

Julius Hopp (* 18. Mai 1819 in Graz, Kaisertum Österreich; † 28. August 1885 in Wien, Österreich-Ungarn) war ein österreichischer Komponist, Kapellmeister, Arrangeur und Übersetzer.

## Leben und Wirken
Der Sohn des Schauspielers und Dichters Friedrich Hopp wurde in den 1860er und 1870er Jahren durch seine Adaptionen Offenbachscher Operetten bekannt, die vorwiegend im Theater an der Wien aufgeführt wurden, wo Hopp Kapellmeister war. Er komponierte Parodien, Possen und Volksstücke und trat als Übersetzer französischer Opern und Operetten hervor. Insbesondere Hopps sprühende Bearbeitungen der Operetten von Jacques Offenbach (1819–1880) sicherten diesen Werken den Erfolg auf Wiener Boden und brachten Theaterunternehmern Reichtümer ein – wobei Hopp infolge seiner Bescheidenheit, allerdings nicht ganz ohne eigenes Verschulden, in jenem Goldregen leer ausging.
Von Hopps eigenen Werken waren – trotz ihres Melodienreichtums – Das Donauweibchen sowie Morilla nur mittlere Erfolge. Margarethl und Fäustling dagegen erlebte unzählige Aufführungen.
Als letzte seiner Theaterstationen wirkte Julius Hopp bis 1880 am Theater in der Josefstadt. Nachdem er um diese Zeit schwerhörig und arbeitsunfähig geworden war, brachen für ihn die Tage des nackten Elends herein. Hopp verstarb am 28. August 1885 in der Niederösterreichischen Landesirrenanstalt am Brünnlfeld in Wien-Alsergrund; er wurde am 31. August 1885 auf dem Wiener Zentralfriedhof zur letzten Ruhe bestattet. Die Kosten des Leichenbegängnisses übernahm Leopold Friedrich von Hofmann (1822–1885), Generalintendant der beiden Wiener Hoftheater.

## Werke

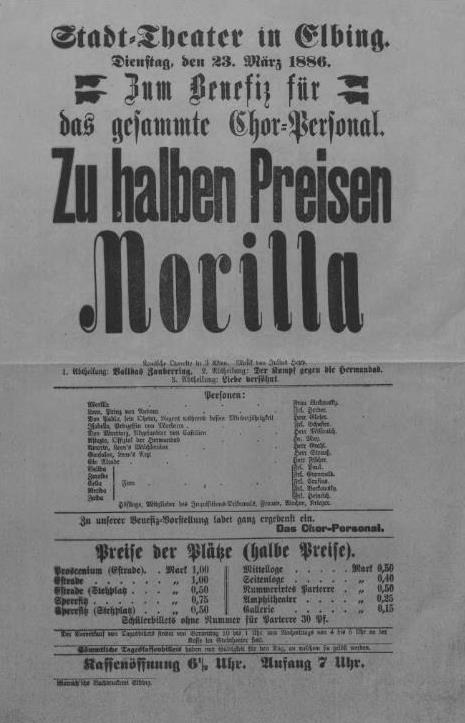
Aufführung der Oper Morilla in Elbing, 1886

- Oesterreichs Flüsse (Libretto: Carl Paul), allegorisches Festspiel, UA 1854
- Der Bräutigam in Hemdärmeln oder Vetter Fritz (Libretto: Karl Julius), Posse mit Gesang, UA 1854
- Eine Vorstadt-G'schicht'  (Libretto: O. F. Berg), Lebensbild mit Gesang und Tanz, UA 1858
- Ein Wiener Kind (Libretto: Therese Megerle), Volksstück mit Gesang, UA 1858
- Bruder und Brüderln (Libretto: Karl Stein), Charakterbild mit Gesang und Tanz, UA 1858
- Im Dorf (Libretto: Therese Megerle), ländliches Charaktergemälde mit Gesang und Tanz, UA 1858
- Ein gebrochenes Wort (Das Erbtheil der Waise) (Libretto: Therese Megerle), Stück mit Gesang und Tanz, UA 1859
- Zwei Mann von Heß (Libretto: Anton Langer), Original Lebensbild mit Gesang, UA 1860
- Anna die schöne Kellnerin (Libretto: H. Riedl), Charakterbild mit Gesang und Tanz, UA 1860
- Fesche Geister von anno dazumal (Das Kind des Regiments) (Libretto: O. F. Berg), Volksstück mit Gesang, UA 1862
- Margrethl/Margarethl und Fäustling (eignes Libretto), parodistische Burleske mit Musik und Tanz, UA 1862
- Ein Deutschmeister (Libretto: Karl Elmar), Operette, UA 1863
- Auroras Geheimniß (Libretto: Julius Megerle), Charaktergemälde mit Gesang, Tanz und Gespenstererscheinungen, UA 1863
- Eine leichte Person (Libretto: O. F. Berg), Posse, UA 1863
- Er nimmt auf seine Frau Geld auf (Libretto: Franz Biringer), Singspiel mit Tanz, UA 1864
- Herr Arthur Gareißl (Libretto von A. Bahn), Posse mit Gesang, UA 1864
- Der halbe Mensch (Libretto: O. F. Berg), Bild aus dem Volksleben, UA 1864
- Der Postillion von Langenlois (Libretto: Julius Bittner), parodierende Posse mit Gesang, UA 1864
- Ein Wiener Findelkind (Libretto: Therese Megerle), Bilder aus dem Volksleben mit Gesang, UA 1864
- Die fesche Godel (Libretto: Ferdinand Heim), Skizzen aus dem Volksleben mit Gesang, UA 1865
- Das Donauweibchen und der Ritter vom Kahlenberg (Libretto: J. Hopp und Paul Krone), romantisch-komische Operette, 1866
- Auf einem Vulkan (Libretto: Alois Berla), Charakterbild mit Gesang, UA 1867
- Der Freischütz (eigenes Libretto), Posse mit Gesang und Tanz, UA 1867
- Morilla (eigenes Libretto), Operette, UA 1868
- Gräfin Pepi oder: Zwei bekannte Persönlichkeiten (Libretto nach Gräfin Guste von David Kalisch), Posse in einem Akt, UA 1871
- Hammlet (eigenes Libretto), komisch-parodistische Operette, UA 1874